# Werner Witt (Kartograf)
Werner Witt (* 14. Januar 1906 in Hohendrosedow (Drozdowo), Kreis Greifenberg, Pommern; † 13. Februar 1999 in Kiel) war ein deutscher Kartograf und Landesplaner. Seine Arbeitsschwerpunkte waren Thematische Kartographie, Raumordnung und Landesplanung, Bevölkerungsgeographie und Planungskartographie.

## Ausbildung
Ab 1916 besuchte Werner Witt das humanistische Gymnasium in Treptow an der Rega, das er mit dem Abitur im Jahr 1925 verließ.:289 Im Jahre 1925 ermöglichte ihm die Studienstiftung des Deutschen Volkes ein Studium: Witt studierte zunächst an der Friedrich-Wilhelms-Universität Berlin die Fächer Physik und Mathematik (bis 1928), dann an der Universität Greifswald Geographie. Bereits ab 1928 wirkte Witt als Hilfsassistent am Geographischen Institut der Universität Greifswald. Er wurde im Jahr 1931 mit einer Studie zur Bevölkerungsgeographie an der Universität Greifswald promoviert (Dr. phil. Thema: Bevölkerungsdichte in Nord-, Mittel- und Westdeutschland). Witt wurde durch Albrecht Penck bezüglich der Geomorphologie und durch Alfred Rühl bezüglich der Wirtschaftsgeographie beeinflusst. Auch Norbert Krebs habe ihn für die Geographie begeistert. Nach eigener Aussage weckten schon in den Berliner Studienjahren Walther Nernst und Max Planck Witts Interesse an einer Tätigkeit in der Wissenschaft.:289
Am Ende seiner Ausbildungszeit (1931) – so Witt – war sein lebenslanges Interesse für Thematische Kartographie (angewandte Kartographie) geweckt.:290

## Berufungen in die administrative Raumplanung: Greifswald und Stettin
Ausgangspunkt von Witts ersten beruflichen Arbeiten war das Interesse der öffentlichen Verwaltungen an der territorialen Neugliederung des damaligen Reichsgebiets. Im Auftrag der Provinzialverwaltung Pommern übernahm er die Bearbeitung des Wirtschafts- und verkehrsgeographischen Atlasses von Pommern (1931–1933). Witt wurde im Zuge dieser Arbeiten Schriftführer der Pommerschen Geographischen Gesellschaft (siehe auch Fritz Curschmann). In der Folgezeit arbeite Witt weiter am Greifswalder Geographischen Institut und hielt dort übergangsweise geographische Vorlesungen ab (bis 1936; siehe auch Hermann Lautensach).
Aber schon 1935 war die neue Reichsstelle für Raumordnung (RfR) entstanden; und wenig später die ihr zugeordneten, nationalsozialistisch geprägten Landesplanungsgemeinschaften und die Hochschularbeitsgemeinschaften (HAG) der Reichsarbeitsgemeinschaft für Raumforschung (RAG). Diese Institutionalisierung eröffnete Werner Witt eine berufliche Alternative zur reinen Hochschullaufbahn. Er erhielt die berufliche Chance am Oberpräsidium in Stettin stellvertretender Landesplaner von Pommern zu werden. Nach eigener Aussage war sein Fachwissen dafür entscheidend, weil Witt durch die o. g.  Arbeiten am Pommernatlas bereits als Fachmann ausgewiesen war. Er zog darum zum Jahresende 1936 nach Stettin um und trat die neue Stelle an. Werner Witt interpretierte seine Arbeiten dort – wie andere Raumplanungsexperten von RAG/RfR/HAG auch –  lebenslang und strittigerweise als ‚unpolitisch‘: „Von einer parteipolitischen Einflußnahme auf die Arbeit war selten etwas zu spüren. Außerdem war ich durch den alten Kämpfer hinreichend abgesichert.“:292 (Witt erwähnte seinen vorgesetzten Dienstherrn nicht namentlich).
Witt stellte die Verbindungen zwischen der Hochschularbeitsgemeinschaft Greifswald und den Planern in Stettin her; er hatte schon zuvor als Assistent bei der HAG an der Universität Greifswald gewirkt. Er sah in dieser Vorkriegsphase „gemeinsame Interessen“ zwischen Hochschulforschung und administrativer Planung. Ab 1940 wurde Witt in Stettin der Generalreferent für Raumordnung für Pommern. Er blieb in dieser Funktion bis zum Kriegsende und verlagerte noch im März 1945 seine Dienststelle vor der anrückenden russischen Armee von Stettin nach Greifswald.

## In der wissenschaftlichen Kartographie und administrativen Landesplanung (Kiel) nach 1945
Werner Witt zählte zu einer Reihe von NS-Raumplanern (s. zum Beispiel Werner Nellner, Gottfried Müller), die nach 1945 durch das bestehende NS-Netzwerk um die Akademie für Raumforschung und Landesplanung (ARL; geleitet durch Kurt Brüning) beruflich aufgefangen wurden. Witts erste ‚reguläre‘ Arbeit nach 1945 bestand in einem Auftrag der 1946 gegründeten Akademie (als Rechtsnachfolgerin der RAG), eine Kreisbeschreibung von Stade für landesplanerische Zwecke durchzuführen. Die Arbeit an der Kreisbeschreibung schloss Witt bis Mitte des Jahres 1948 ab. Witt bezeichnete diese Kreisbeschreibung als „methodisch wohl richtungsweisend (…) für die folgenden Bände der deutschen Landkreisbeschreibungen. Ich verdankte das meinen Erfahrungen als Geograph und als Planer zugleich.“:294
Von dem o. g. Netzwerk profitierte Werner Witt auch beim Wiedereintritt in die administrative Landesplanung. Der ehemalige stellvertretende Danziger Generalreferent für Raumordung, der Volkswirt Georg Keil, baute ab 1946 bzw. leitend ab 1949 die Landesplanung von Schleswig-Holstein auf. In dieses Kieler Amt, das anfänglich dem schleswig-holsteinischen Flüchtlingsministerium, dann der Staatskanzlei zugeordnet war,  trat Witt nach der Währungsreform 1948 als wissenschaftlicher Mitarbeiter, dann aber rasch als stellvertretender Landesplaner ein: „Die geographische Strukturanalyse stand damit zunächst im Vordergrund meiner Aufgaben. Sie fand ihren ersten Niederschlag in dem mit provisorischen Mitteln erstellten kleinen Atlas Landesplanung in Schleswig-Holstein, Raumordnungsplan und Planungsgrundlagen (1949).“:295
Mit einem Mitarbeiterstab realisierte Witt im Anschluss an den kleinen Atlas den umfangreichen Planungsatlas Schleswig-Holstein. Witt durchlief mehrere Stufen des höheren Verwaltungsdienstes (Oberregierungsrat, 1953; Regierungsdirektor, 1961, Ministerialrat, 1965) und ließ sich 1968 frühzeitig pensionieren.
Werner Witt war – wie viele andere Raumordnungsexperten (prägend hier für einen ganzen Berufsstand: Gerhard Isenberg) – sowohl akademisch-wissenschaftlich als auch in administrativen Funktionen von Verwaltungsbürokratien tätig.

## Beurteilungen seines Werks in den 1980er Jahren innerhalb deutschsprachiger Länder
1981 urteilte Ulrich Freitag (* 1931, Kartograf): „Als bewundertswerte Leistung hat er (Werner Witt), mehr als 50 Jahre nach dem Erscheinen des ersten deutschsprachigen Handbuchs der Kartenwissenschaft, in lexikographischer Form einen umfassenden Überblick über das Gesamtgebiet der Kartographie gegeben. Dieses 'Lexikon der Kartographie' ist nach Aufbau und Inhalt ein neuartiges Werk, das aus dem Bemühen des Verfassers um eine Synthese zwischen Nach-Denken, Nachdenken und Vorausdenken in mehrjähriger Arbeit entstanden ist.“:68f.
1983 wurde Werner Witts Beitrag zur Nachkriegskartographie durch Gerhard Pöhlmann als herausragend beurteilt: Witt habe, „aus der Planungsgeographie kommend, den umfassensten und wie kaum ein anderer unseren Respekt fordernden Beitrag zur wissenschaftlichen Entwicklung der Nachkriegskartographie in Westdeutschland geleistet.“

## Mitgliedschaften
- Internationale Kartographische Vereinigung (IKV), Kommission Thematische Kartographie
- Österreichische Geographische Gesellschaft, Wien (Ehrenmitglied seit 1971)
- Österreichische Akademie der Wissenschaften, Wien (korrespondierendes Mitglied seit 1974)
- Deutsche Gesellschaft für Kartographie
- Akademie für Raumforschung und Landesplanung, Hannover (ordentliches Mitglied seit 1955); dort Mitglied des Wissenschaftlichen Rats (1969–1965), Forschungsausschuss Raum und Bevölkerung, Forschungsausschuss Raum und Natur, Forschungsausschuss Thematische Kartographie (Gründung und Leitung bis 1971), AK Planungsgeographie, Redaktionsausschuss Deutscher Planungsatlas  u. a.

## Auszeichnungen
- Dr.-Ing. ehrenhalber der Universität Hannover (1981; gemeinsam mit dem österreichischen Geodäten Karl Rinner)
- Silberne Carl-Ritter-Medaille der Gesellschaft für Erdkunde zu Berlin  (1978)
- Ehrenmitglied der Deutschen Gesellschaft für Kartographie (1978)[8]
- Verdienstkreuz des Verdienstordens der Bundesrepublik Deutschland Erster Klasse (1992)

## Schriften (Auswahl)
- Die Volksdichte in Nord-, Mittel- und Westdeutschland. Diss. Greifswald 1931[6]:70
- Wirtschafts- und verkehrsgeographischer Atlas von Pommern. Stettin 1934.
- Wirtschaftsstruktur und Industriestandortsfragen in Pommern. In: Raumforschung und Raumordnung 1 (1937), Heft 10, S. 39.
- Atlas Landesplanung in Schleswig-Holstein, Raumordnungsplan und Planungsgrundlagen. Kiel 1949, 2. Auflage 1951[6]:70
- Der Landkreis Stade. In: Handbuch, ARL (Hrsg.): Die Deutschen Landkreise. Hannover, ARL 1951.
- (mit Kurt Brüning) Band 3: Schleswig-Holstein. In: ARL (Hrsg.): Deutscher Planungsatlas, Dorn, Bremen-Horn, 1960.
- (mit Artur Kühn) Planungsatlas Schleswig-Holstein. In: ARL (Hrsg.): Deutscher Planungsatlas, Jänecke, Hannover 1960.
- Thematische Kartographie und Raumforschung. In: ARL, Konrad Meyer, Heinrich Hunke (Hrsg.): Raumforschung. 25 Jahre Raumforschung in Deutschland. Dorn, Bremen 1960, S. 179–194.
- Regionatlanten in der Bundesrepublik Deutschland. In: Internationales Jahrbuch für Kartographie 3 (1963), S. 135–156.
- Handbuch Thematische Kartographie – Methoden und Probleme, Tendenzen und Aufgaben, Hannover, ARL, 1967 (2. Auflage 1970) (= Veröffentlichungen der ARL. Band 49).

- Bevölkerungskartographie. Hannover 1971 (=Veröffentlichungen der ARL. Band 63).
- Lexikon der Kartographie. In: Die Kartographie und ihre Randgebiete, redigiert und herausgegeben von Erik Arnberger; B: Lexikon der Kartographie. Deuticke, Wien 1979.
- Geographie, Raumforschung und Landesplanung in Pommern 1881-1945. In: Ivo Asmus, Haik Thomas Porada, Dirk Schleinert (Hrsg.): Geographische und historische Beiträge zur Landeskunde Pommerns: Eginhard Wegner zum 80. Geburtstag, Helms, Schwerin 1998, S. 27–34.